# Ebba von Eckermann
Ebba Johanna Cecilia von Eckermann (21 de mayo de 1866 - 16 de octubre de 1960) fue una activista sueca defensora de los derechos de las mujeres.

## Biografía
Hija de Walther y Wilhelmina von Hallwyl y hermana de Ellen Roosval von Hallwyl, estudió en la Wallinska skolan.  
Fue miembro y vicepresidenta de la Fredrika-Bremer-Förbundet y miembro del Sophiahemmet y el Eugeniahemmet. Estuvo comprometida con la Cruz Roja y el Sveriges flickors scoutförbund (SFS) (Niñas Scout de Suecia), y fundó una escuela doméstica (1913). Fue también cofundadora de la asociación de mujeres Stockholms Moderata Kvinnoförbund, la cual presidió entre los años 1912 y 1922, y del Sveriges moderata kvinnors riksförbund, en 1915, que presidió desde 1915 hasta 1922. 
Es conocida por las reuniones que organizó en su casa, entre mujeres de diferentes clases sociales, incluidas mujeres trabajadoras, para que se conocieran entre sí y disfrutaran del aprendizaje mutuo. 

## Vida personal
En 1886 contrajo matrimonio un oficial, Wilhelm von Eckermann.